# Timesitheus
Gaius Furius Sabinius Aquila Timesitheus († 243) war einer der wichtigsten Berater des jungen römischen Kaisers Gordian III., unter dem er zuletzt das Amt des Prätorianerpräfekten bekleidete.

## Leben
Gaius Timesitheus war ein römischer Ritter und hatte seine Laufbahn offenbar unter Kaiser Caracalla begonnen. Unter Elagabal diente er in Hispanien als Präfekt der Cohors I Gallica, 218 und 222 bekleidete er die Position eines Prokurators im römischen Arabien, um 220 hatte er einen zivilen Verwaltungsposten in den Rheinprovinzen inne. Weitere ritterliche Ämter folgten, wobei sich Timesitheus offenbar als flexibler und universell einsetzbarer Funktionär erwies. Um eine Aufnahme in den Senat scheint er sich hingegen nicht bemüht zu haben.
232 oblag ihm die finanzielle Koordination des mäßig erfolgreichen Krieges des Kaisers Severus Alexander gegen die Sassaniden, danach bewährte er sich in den folgenden Jahren auf diversen Posten in Gallien – so erwarb er sich unter Maximinus Thrax den zweifelhaften Ruf, besonders erfolgreich die staatlichen Einnahmen erhöht zu haben – und wurde schließlich 241 zum Prätorianerpräfekten ernannt. Es gelang ihm offenbar sehr rasch, zur maßgeblichen Figur am Hof aufzusteigen und den jungen, unerfahrenen Gordian III. an sich zu binden. Im Frühjahr 241 heiratete der Kaiser Timesitheus’ Tochter Furia Sabinia Tranquillina, was diesen de facto zum Mitregenten machte.
Trotz seiner Machtfülle erwies sich der Prätorianerpräfekt Timesitheus offenbar als loyaler Helfer des Kaisers, dessen Regime er entscheidend stützte. Es ist nicht erkennbar, dass Timesitheus selbst nach dem Thron gestrebt hätte; es genügte ihm wohl, der Schwiegervater des Herrschers zu sein. 243 zog er gemeinsam mit Gordian gegen die Sassaniden unter Schapur I., denen die römischen Truppen in einem ersten Gefecht eine empfindliche Niederlage zufügen konnten. Der plötzliche Tod des Timesitheus kurz nach diesem höchstwahrscheinlich noch unter seinem Kommando erfochtenen Sieg hatte dann weitreichende Folgen; sein Nachfolger als Prätorianerpräfekt wurde der aus Arabien stammende Marcus Iulius Philippus, der nach einer Niederlage der Römer in der Schlacht von Mesiche 244 und dem rätselhaften Tod Gordians als Philippus Arabs den kaiserlichen Purpur annehmen sollte.